# Patsuezu

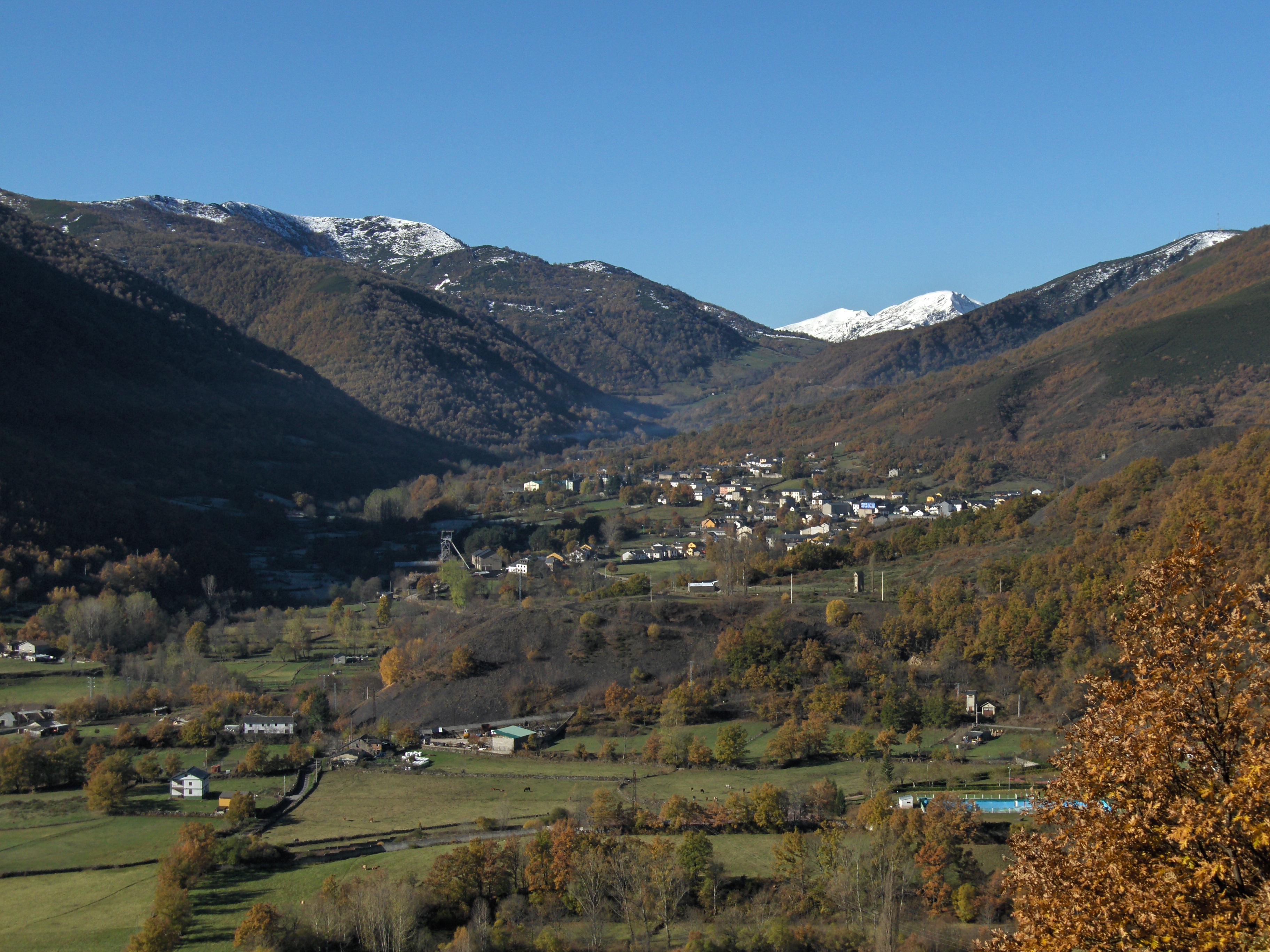
Vista de Caboalles de Abajo, pueblo del valle de Laciana

El asturleonés occidental del área D, también conocido como paḷḷuezu (patsuezu) o falieḷḷa es una de las cuatro variedades de asturleonés que se inscriben dentro del subgrupo oeste del dialecto occidental de este idioma. Se extiende por los concejos asturianos de Somiedo, Degaña y la mitad sur de Cangas del Narcea, además de las comarcas leonesas de Laciana (Villablino) y  Rivas del Sil (Palacios del Sil y Páramo del Sil).

## Principales características
Las principales características que singularizan a este habla con respecto al castellano son:

### Comunes a todas las variantes delasturleonés
- Cierre de las vocales átonas finales: nueiti 'noche', baxu 'bajo', ḷḷeiti 'leche', qui 'que', di 'de' y no finales: firida 'herida', vicín 'vecino', vixigu 'vejigo', ufiensa 'ofensa', mulín 'molino', furmiga 'hormiga', prubín 'pobrecito', etc.[4] El cierre masivo que reduce a a/u/i el vocalismo átono se produce en todo el dominio asturleonés y se extiende con particular fuerza hacia las hablas de transición con el castellano: Habla de El Rebollar en Salamanca (nochi, ḥoci 'hoz', mesmu, dubri 'doble'), extremeño (ñubi, grandi, libru, ḥuerti) y cántabro (lus poblis, lus hombris, yo triji, dístimi, bebi tu, ḥuenti, mitilu in bulsu, il curdiru).[5]

- Como en castellano occitano y aragonés, diptongación de las vocales breves tónicas latinas /O/, con resultado puerta < porta, cuervu < corvus y /E/ con resultado tierra < terra, bien < bene.

- Como en aragonés (fuella < *folia, güello < *oculo), occitano (huelha < *folia, uelh < *oculo) y antiguo mozárabe (uello < *oculo) desarrollo del diptongo /UE~UO/ de /O/ ante L + yod: güechu 'ojo' < oculu, fuecha 'hoja' < folia, remuechu 'remojo' < remolliu, pero a diferencia del aragonés no se produce el diptongo de /E/: ispechu < especulu (cfr. aragonés espiello).

- Frente al castellano, y en coincidencia con el gallego, se conserva el grupo interior -MB- sin reducir: ḷḷamber 'lamer', ḷḷombu 'lomo', camba 'cama, pina del carro', embelga 'amelga', chumbu 'plomo'.

### Comunes al grupoasturleonésoccidental
- Conservación de los antiguos diptongos decrecientes /EI/ y /OU/ también presentes en el grupo galaico-portugués: mouru < maurus, couro < corium, eiru 'campo' < areo.

- Conservación de F latina en posición inicial e intervocálica: fégadu 'hígado' < *ficătum, afogar 'ahogar' < *adfocāre, fema 'hembra' < * femĭna, falar 'hablar' < *fabulāre, figu 'higo' < *ficus.

### Comunes al grupoasturleonésoccidental, subgrupo oeste
- Vocalización de las consonantes finales en grupo interior -ct- y -lt-. nueiti, truita, muitu.

- Soluciones en fonema prepalatal fricativo sordo /š/ (que en castellano evolucionó a la velar sorda /x/) para diferentes grupos latinos -SS-, D + yod/, /x/: coxu 'cojo', xatu 'jato', baxu 'bajo'. Mismo resultado para los grupos IU, GI, GE: xugu 'yugo', xuntar 'juntar', xelu 'hielo'.

- Solución /ch/ para los grupos latinos pl-, cl-, fl-: churar 'llorar' < plorare, chave 'llave' < clavis, chama 'llama' < flamma.

### Propias del asturiano occidental D
- Los grupos /-li-/ y /c'l/ latinos originan "-ch-".:[6] fuecha hoja < folia, mucher 'mujer' < mulier, güechu < oc'lo 'ojo', carbachu 'roble'.

- La /l-/ inicial latina palataliza en el alófono africado sordo popularmente conocido como "ḷḷ (che vaqueira)"[6] y que tradicionalmente se ha representado con las grafías "ts".[7]

## Texto
Na esculina nacionale nun nus enseñanun nada de falieḷḷa. Namás las cuatru reglas, ya gracias! Peru a muitas nenas ya nenos nin siquiera-ḷḷys tocóu esu. Cun guardare ganáu ya yir a sirvire cumplienun p'anus conu que-ḷḷys mandanun los sous padres. Tuviénunnos amurmuxaos, sin danos la oportunidá, nun siendu la de destripare los turrones un campu la fami, muitu ḷḷuenxi del outru campu de las ḷḷetras que daqueḷḷa taba namás reserváu pa los escochidos pul dineiru. Alredor de las nuesas montañas, en tou esti tiempu naide escribíu sobre las alcordanzas ou pulu menos nun cheganun aiquí los ḷḷibrus. Peru un bon día, benditu seya! víu la ḷḷuz "La nuesa ḷḷingua". Detrás fonun chegandu outrus cincu ḷḷibrus. Al ḷḷeelos hubu ḷḷeutores que volvienun a vere la sienda del resplandore convirtiendu'l pasáu olvidadizu nuna singladura en defensa de la falieḷḷa. L'anantias ya l'agora. Severiano Álvarez.

## Cultivo literario
Diversos y reconocidos son los escritores que han cultivado su producción literaria de la mano de autores como Eva González Fernández, Roberto González-Quevedo, Emilce Núñez, Severiano Álvarez o Héctor García Gil.